# Кенигсфелд (Горња Франконија)
Кенигсфелд (њем. Königsfeld) град је у њемачкој савезној држави Баварска. Једно је од 36 општинских средишта округа Бамберг. Према процјени из 2010. у граду је живјело 1.335 становника. Посједује регионалну шифру (AGS) 9471151.

## Географски и демографски подаци
Кенигсфелд се налази у савезној држави Баварска у округу Бамберг. Град се налази на надморској висини од 460 метара. Површина општине износи 42,8 km². У самом граду је, према процјени из 2010. године, живјело 1.335 становника. Просјечна густина становништва износи 31 становника/km².